# Colberga (comuna)
Colberga (em polonês/polaco: Kołobrzeg) é uma gminy (comuna) na Polónia, na voivodia de Pomerânia Ocidental e no condado de Kołobrzeski.
De acordo com os censos de 2005, a comuna tem 8838 habitantes, com uma densidade 61,1 hab/km².

## Área
Estende-se por uma área de 144,75 km².